# Le Roman d'un jeune homme pauvre (film, 1995)
Pour les articles homonymes, voir Le Roman d'un jeune homme pauvre (homonymie).
Pour plus de détails, voir Fiche technique et Distribution.
Le Roman d'un jeune homme pauvre (Romanzo di un giovane povero) est un film italien réalisé par Ettore Scola, sorti en 1995.

## Fiche technique
- Titre original : Romanzo di un giovane povero
- Titre français : Le Roman d'un jeune homme pauvre
- Réalisation : Ettore Scola
- Scénario : Ettore Scola, Silvia Scola et Giacomo Scarpelli
- Photographie : Franco Di Giacomo
- Musique : Armando Trovajoli
- Production : Franco Committeri et Luciano Ricceri
- Pays d'origine : Italie
- Format : Couleurs
- Genre : drame
- Date de sortie : 1995

## Distribution
- Alberto Sordi : Mr. Bartoloni
- Rolando Ravello : Vincenzo Persico
- André Dussollier : Sostituto procuratore Moscati
- Isabella Ferrari : Andreina
- Renato De Carmine : Avvocato Cantini
- Sara Franchetti : Madre di Vincenzo